# Sture Nottorp

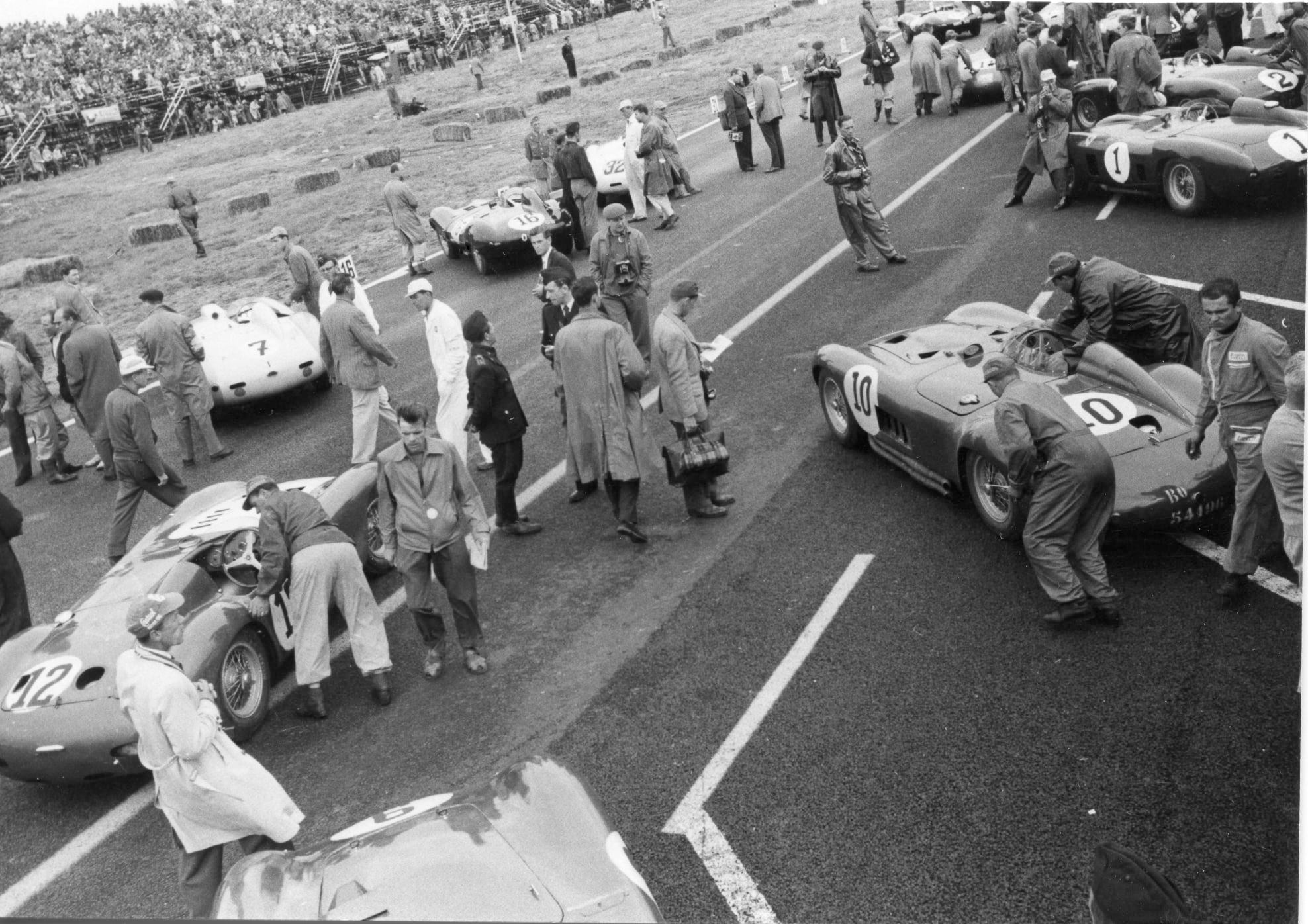
Der von Sture Nottorp gefahrene Ferrari 410 Sport (links Startnummer 7) beim Start zum 1000-km-Rennen von Kristianstad 1956

John Sture Nottorp (* 12. Juni 1926 in Göteborg; † 18. April 1991 in Askim) war ein schwedischer Autorennfahrer.

## Karriere als Rennfahrer
Sture Nottorp war in den 1950er- und 1960er-Jahren ein in seinem Heimatland bekannter Rallyefahrer, der auch an internationalen Sportwagenrennen teilnahm. Er startete mehrmals bei der Rallye Monte Carlo und gewann 1953 auf einem Porsche 356 die 4. Svenska Rallyt till Midnattssolen.
1954 startete er für Frazer Nash bei der Mille Miglia und dem 24-Stunden-Rennen von Le Mans. Während er beim 1000-Meilen-Rennen an der 53. Stelle der Gesamtwertung ins Ziel kam, wurden Nottorp und sein Partner Ivar Andersson in Le Mans wegen zu frühen Nachtankens des Frazer Nash Le Mans disqualifiziert. Bei seiner zweiten Teilnahme beim 24-Stunden-Rennen von Le Mans fuhr er 1959 einen Saab 93 Sport und erhielt dabei Unterstützung von Saab in Trollhättan. Gemeinsam mit seinem Teamkollegen Gunnar Bengtsson erreichte er den 12. Gesamtrang und den dritten Platz in der Rennklasse der GT-Klasse bis 0,75 Liter Hubraum. Seine beste Platzierung bei einem internationalen Sportwagenrennen war der siebte Rang im Ferrari 410 Sport von Tore Bjurström beim 1000-km-Rennen von Kristianstad 1956.

## Statistik

### Le-Mans-Ergebnisse
| Jahr | Team                         | Fahrzeug            | Teamkollege      | Platzierung     | Ausfallgrund |
| ---- | ---------------------------- | ------------------- | ---------------- | --------------- | ------------ |
| 1954 | Automobiles Frazer Nash Ltd. | Frazer Nash Le Mans | Ivar Andersson   | disqualifiziert |              |
| 1959 | Sture Nottorp                | Saab 93 Sport       | Gunnar Bengtsson | Rang 12         |              |

### Einzelergebnisse in der Sportwagen-Weltmeisterschaft
| Saison | Team           | Rennwagen           | 1   | 2   | 3   | 4   | 5   | 6   |
| ------ | -------------- | ------------------- | --- | --- | --- | --- | --- | --- |
| 1954   | Frazer Nash    | Frazer Nash Le Mans | BUA | SEB | MIM | LEM | RTT | CAP |
| 1954   | Frazer Nash    | Frazer Nash Le Mans |     |     | 53  | DNF |     |     |
| 1956   | Tore Bjurström | Ferrari 410 Sport   | BUA | SEB | MIM | NÜR | KRI |     |
| 1956   | Tore Bjurström | Ferrari 410 Sport   |     | 7   |     |     |     |     |
| 1959   | Sture Nottorp  | Saab 93             | SEB | TAR | NÜR | LEM | RTT |     |
| 1959   | Sture Nottorp  | Saab 93             | 12  |     |     |     |     |     |